# Fissura volcànica

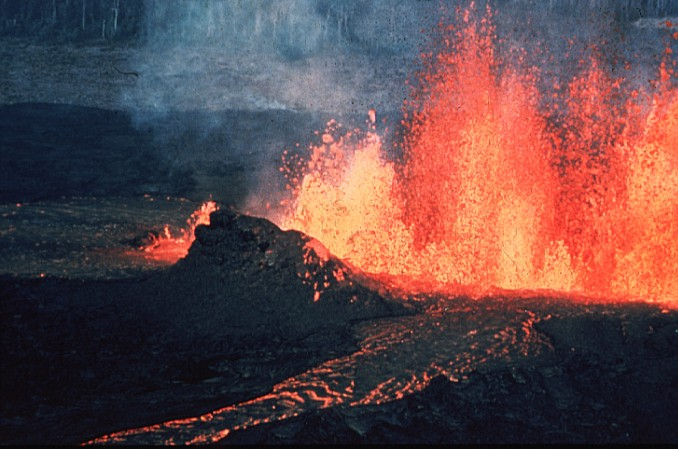
Fissura volcànica i canal de lava.

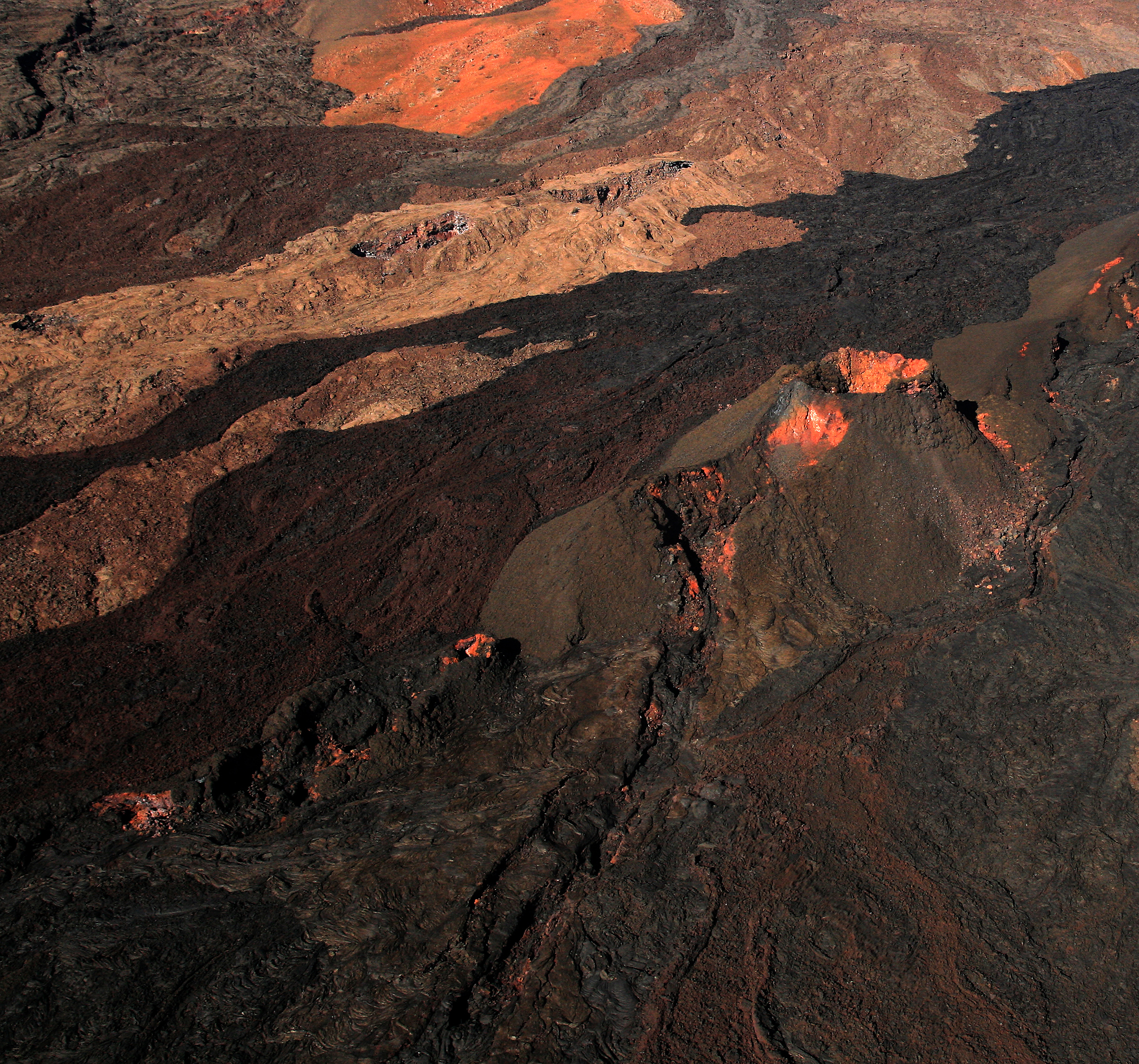
El Mauna Loa amb diferents fluxos de lava i fissures.

Una fissura volcànica és una fractura volcànica lineal a través de la qual s'erupciona lava, normalment sense activitat explosiva. La fissura acostuma a ésser de pocs metres d'ample i pot tenir diversos quilòmetres de llarg. Les fissures poden causar enormes fluxos de basalt i canals de lava. Aquest tipus de volcà és difícil reconèixer des de terra i des de l'espai exterior, perquè no tenen una caldera central i la seva superfície és majoritàriament plana. Normalment és vist com una fissura a terra o al llit marí. Les fissures estretes es poden omplir amb lava que s'endureix. Com l'erosió remou el que es troba al seu voltant, la massa de lava pot romandre sobre la superfície com un dic. S'acostumen a trobar fissures volcàniques a les zones de rift com les d'Islàndia o la Gran Vall del Rift d'Àfrica.
A Islàndia, les fissures volcàniques acostumen a ésser llargues fissures paral·leles a les zones de rift on les plaques de la litosfera divergeixen. Les noves erupcions generalment succeeixen a partir de noves fractures paral·leles d'entre cents a milers de metres de les primeres fissures. Aquesta distribució de les fissures juntament amb erupcions voluminoses de lava basàltica acostumen a formar altiplans de lava més que no pas edificis volcànics. El sistema de fissures del volcà Laki va produir l'erupció de lava més gran de la història registrada, en la forma de flux basàltic, durant l'erupció de l'Eldgjá el 934 A.D., que va abocar 19,6 km³ de lava.
Les fissures volcàniques radials dels volcans de Hawaii produeixen "cortines de foc" que són com fonts de lava que erupcionen al llarg d'una porció d'una fissura. Aquestes erupcions provoquen esquitxades basàltiques a ambdós costats de la fissura. Algunes fonts de lava més aïllades al llarg de la fissura produeixen petits cràters i cons d'escòria. Els fragments que formen un con d'esquitxada són prou calents i plàstics per soldar-se entre ells, mentre que els fragments que formen un con d'escòria es mantenen separats a causa del fet que la seva temperatura és més baixa.